# Відродження (Синельниківський район)
Відро́дження — село в Україні, у Синельниківському районі Дніпропетровської області. Входить до складу Миколаївської сільської громади. Населення становить 93 особи. Колишній Орган місцевого самоврядування - Дмитрівська сільська рада.

## Історія
12 червня 2020 року, відповідно до розпорядження Кабінету Міністрів України № 709-р від «Про визначення адміністративних центрів та затвердження територій територіальних громад Дніпропетровської області», увійшло до складу Миколаївської сільської громади.
19 липня 2020 року, в результаті адміністративно-територіальної реформи та ліквідації  Петропавлівського району, село увійшло до складу новоутвореного Синельниківського району.

## Географія
Село Відродження розташоване на правому березі річки Чаплина, вище за течією примикає село Дачне, нижче за течією примикає село Миколаївка. Річка в цьому місці пересихає, на ній зроблено кілька загат. Поруч проходить автомобільна дорога Т 0427.

## Населення

### Мова
Розподіл населення за рідною мовою за даними перепису 2001 року:
| Мова       | Кількість | Відсоток |
| ---------- | --------- | -------- |
| українська | 78        | 83.87%   |
| вірменська | 8         | 8.60%    |
| російська  | 7         | 7.53%    |
| Усього     | 93        | 100%     |